# Годунов, Степан Степанович
Степан Степанович Годунов († 1614) — стольник, воевода и окольничий во времена правления Фёдора Ивановича и Бориса Годунова, Смутное время и Михаила Фёдоровича.
Старший сын боярина Степана Васильевича Годунова. Имел брата Тита Степановича. Троюродный племянник царя Бориса Годунова.

## Биография

### Служба Фёдору Ивановичу
Впервые упомянут в списке стольников-есаулов в царском походе на Нарву в ходе русско-шведской войны 1590—1593 годов. 22 мая 1597 года упоминается в чине стольника в день приёма цесарского посла Аврама Донавского.

### Служба Борису Годунову
Летом 1598 года голова в царском полку из стольников. Присутствовал на выборном Соборе по избранию Бориса Годунова на царство. В сентябре этого же года пожалован чином окольничий . В 1600 году упомянут в чине окольничий.
В 1601 году с женою и детьми, за 300 рублей, купил у князей Елецких вотчину в Московском уезде в Почерневе стану усадьбу Густоедова, пустоши: Марьино, Гривино, Философо, Ананьино, Иконниково, Лаврово с пашнями, лесами, лугами и иными угодьями.
В 1604 году отправлен послом в Ногайскую Орду с целью привлечь её к возможной войне с Речью Посполитой. В Астрахани привёл к присяге на верность России ногайского князя Иштерека. На обратном пути в Москву, по сообщению Конрада Буссова, «на него напали дикие казаки, поднятые на мятеж орудием дьявола, монахом Гришкой Отрепьевым, и направлявшиеся в город Путивль, расположенный на Белорусском рубеже России, чтобы разыскать там у князя Адама Вишневецкого, жившего там поблизости, своего истинного наследного государя (каким они в неведении своем его считали). Они убили многих ратников и слуг, сопровождавших царского посла, и захватили, кроме того, нескольких в плен. Сам посол с большим трудом спасся… Нескольких пленных казаки отпустили на волю, наказав им ехать в Москву к своему незаконному царю, и сообщить ему, что они вскоре приедут с несколькими тысячами полевых казаков и поляков в Москву и привезут с собой истинного наследного государя Димитрия».

### Смутное время
В 1605 году после смерти царей: Бориса Годунова и Фёдора Борисовича Годунова и вступления на царский трон Лжедмитрия I, попал в опалу, лишен чина и сослан на воеводство в Верхотурье (1606—1614). В 1610—1611 годах в Боярском списке назван окольничим.

### Служба Михаилу Фёдоровичу
В 1612—1614 годах воевода в Пелыме.
Умер († 1614), похоронен в Ипатьевском монастыре.

## Семья
Женат на дочери боярина князя Дмитрия Ивановича Хворостинина — Авдотье. По родословной росписи показан бездетным.
В Троице-Сергиевой лавре похоронены дети Степан Степановича (Стефана Стефановича) Годунова: младенец Василий Степанович Годунов, младенец Андрей Степанович Годунов и младшая дочь Агрипина Степановна.